# 810-я отдельная гвардейская бригада морской пехоты
810-я отдельная гвардейская орденов Жукова и Ушакова бригада морской пехоты (сокр. 810 обрмп) — тактическое соединение морской пехоты в составе ВМФ СССР и ВМФ России.

## История соединения

### Советский период

#### Возрождение морской пехоты
В 1963 году руководство ВС СССР пересматривает отношение к Военно-морскому флоту. По замыслу руководства, требовались формирования которые могли бы перебрасываться на кораблях и решать боевые задачи на суше в различных регионах мира. По существу предлагалось воссоздать такой род войск как морская пехота, который был полностью расформирован в 1956 году. Последней воинской частью морской пехоты в составе Черноморского флота являлся 393-й отдельный батальон морской пехоты, дислоцированный в Севастополе и расформированный в 1955 году.
Согласно директиве Министерства обороны от 7 июня 1963 года № орг/3/50340 336-й гвардейский мотострелковый полк 120-й гвардейской мотострелковой дивизии Белорусского военного округа был переформирован в 336-й отдельный гвардейский полк морской пехоты с передачей в состав Балтийского Флота (336-й опмп БФ) с дислокацией в г. Балтийске Калининградской области РСФСР.
336-й полк стал первой воинской частью в возрождённой морской пехоте ВМФ СССР.

#### Создание 810-й отдельной бригады морской пехоты
В 1966 году на базе 1-го батальона морской пехоты указанного 336-го полка, а также личного состава 135-го мотострелкового полка 295-й мотострелковой дивизии Закавказского военного округа, был сформирован 309-й отдельный батальон морской пехоты Черноморского флота (309-й обмп ЧФ) с дислокацией в г. Севастополь УССР. Командиром батальона был назначен полковник Сысолятин И. И.
Для морской переброски личного состава и военной техники 309-го батальона в июле того же года была сформирована 197-я бригада десантных кораблей с дислокацией в районе озера Донузлав.
Также в июле 1966 года из состава 131-й мотострелковой дивизии Ленинградского военного округа в состав Северного флота был передан 61-й мотострелковый полк с переформированием в 61-й отдельный гвардейский полк морской пехоты Северного Флота (61-й опмп СФ) с дислокацией в н.п. Спутник Мурманской области РСФСР.
15 декабря 1967 года на основе 309-го обмп, 1-го батальона морской пехоты 336-го опмп БФ и роты плавающих танков 61-го опмп СФ был сформирован 810-й отдельный полк морской пехоты Черноморского флота (810-й опмп ЧФ). Эта дата была принята за день части.
Для подготовки офицерских и сержантских кадров для 810-го полка и частей специального назначения КЧФ 1 июня 1971 года в бухте Казачья, был сформирован 299-й учебный центр морской пехоты, получивший неофициальное наименование «Сатурн».
В связи с решением руководства ВС СССР об увеличении численности частей морской пехоты, к 20 ноября 1979 года 810-й отдельный полк морской пехоты был окончательно переформирован в 810-ю отдельную бригаду морской пехоты. Командиром соединения был назначен подполковник Рублёв В. В.
Организационно-штатная структура 810-й бригады на момент создания была такой же как в 61-й бригаде морской пехоты Северного флота и 336-й бригаде морской пехоты Балтийского флота. Бригады состояли из 3 пехотных батальонов, 1 артиллерийского дивизиона, 1 противотанкового дивизиона, 1 зенитного ракетно-артиллерийского дивизиона и 1 танкового батальона. Численность личного состава бригады была около 2000 человек.

#### Участие черноморских морских пехотинцев в военных учениях и в походах
В 1967 году в связи с обострением ситуации на Ближнем Востоке, закончившимся Шестидневной войной, к берегам Сирии в составе Средиземноморской эскадры ВМФ СССР в срочном порядке на 2 больших десантных кораблях и 2 средних десантных кораблях, был переброшен 309-й отдельный батальон морской пехоты, первоначальной задачей которому была поставлена высадка в портах для поддержки правительственных войск в случае дальнейшего продвижения израильских войск на Голанских высотах. В связи с прекращением боевых действий, группа десантных кораблей убыла к берегам Египта в стратегически важный порт г. Порт-Саид.
С мая 1969 года в связи с дальнейшей эскалацией арабо-израильского конфликта, руководством ВС СССР был создан сводный усиленный батальон морской пехоты, задачей которого являлась охрана порта г. Порт-Саид, который был предоставлен египетскими властями как один из пунктов для дислокации Средиземноморской эскадры ВМФ СССР. Также подразделения усиленного батальона несли дежурство возле нефтяных терминалов в Суэцком канале. Для комплектования батальона отбирались роты от частей морской пехоты со всех четырёх флотов включая 810-й полк. Личный состав батальона был переменным на основе постоянной ротации. Подразделения, откомандированные от воинских частей, менялись каждые 4 месяца.
Сам процесс применения подразделений морской пехоты в составе оперативных эскадр ВМФ СССР у берегов дальнего зарубежья, именовался боевой службой.
В мае 1970 года подразделения 810-го полка участвовали в манёврах в ходе учений «Океан» у побережья Египта и Сирии.
Летом 1971 года 810-й полк участвовал в учениях «Юг-71» совместно с войсками Черноморского флота, Белорусского и Одесского военных округов.
В 1972 году 810-й полк провёл совместные учения с ВМС Сирии.
В 1977 и в 1979 годах полк участвовал в учениях «Берег-77» и «Берег-79».
В июле 1981 года отдельный батальон из состава бригады с приданными подразделениями под управлением майора Руденко В. И. принял участие в учении «Запад-81» на Балтийском море. В это же время другой батальон бригады под командованием подполковника Абашкина В. Н. участвовал в совместных учениях с ВС Сирии в Средиземном море.
В 1982 году бригада принимала участие в учениях «Щит-82».
В июне 1983 года в рамках учения "Юг-83" прошло ночное учение морских десантных сил, в ходе которого 810-я отдельная гвардейская бригада морской пехоты высаживалась с одновременной выброской крупного воздушного десанта парашютным способом (881-й одшб и 888-й орб) и выполнила боевые стрельбы из всех видов оружия на полигоне Керченского полуострова. В учении задействовано 1987 человек личного состава и 381 единиц техники. Из запаса было призвано 420 человек резервистов.
810-я обрмп высаживалась на широком (15 км) фронте сразу на 2-х участках: в районе озера Узунларское и в урочище Печки, южнее села Заветное на юго-востоке Керченского полуострове. В качестве основного десанта задействованы части 126-й мотострелковой дивизии 32-го армейского корпуса ОдВО. По легенде учения после «захвата» плацдарма бригада выведена в резерв, «восстановила» боеспособность и получала новую задачу: форсировать Керченский пролив. Усиленная рота морской пехоты, командир – капитан Кованев, выделенная в передовой отряд, форсировала на БТР Керченский пролив в широкой его южной части.
В 1988 году бригада участвовала в учениях «Осень-88».
В последние годы существования СССР подразделения бригады привлекались к выполнению задач по локализации грузино-абхазского и армяно-азербайджанского межнациональных конфликтов. Так, в июле — сентябре 1989 и в июне — августе 1990 года десантно-штурмовой батальон бригады выполнял задачи по охране и обороне военных объектов в районе города Поти; в январе—апреле 1990 года батальон обеспечивал охрану военных объектов Каспийской военной флотилии и мест проживания семей советских военнослужащих в Баку.

### Соединение в ВС России

#### Переформирования соединения
После распада СССР, по итогам раздела воинских частей и соединений Черноморского флота, 810-я бригада отошла под юрисдикцию Вооружённых сил Российской Федерации.
В июне 1994 года морская пехота на ВДК участвовала в русско-грузинских учениях, проводившихся под флагом генерал-полковника Реута Ф. И. в районе г. Батуми. Старшим береговых войск был полковник Черномуров В. М..
1 октября 1995 года из личного состава 882-го отдельного десантно-штурмового батальона 810-й бригады был сформирован 382-й отдельный батальон морской пехоты (в/ч 45765), который месяц спустя был передислоцирован в г. Темрюк Краснодарского края.
В связи с тяжёлым экономическим положением и общим сокращением частей и соединений ВС РФ, с 1 мая 1998 года 810-й обрмп была переформирована в 810-й отдельный полк морской пехоты.
1 декабря 2008 года начато обратное переформирование 810-го отдельного полка морской пехоты в 810-ю отдельную бригаду морской пехоты.
7 мая 2024 года президент России принял решение преобразовать бригаду в дивизию. Численность соединения за 2 года войны выросла с 2441 до 11 365 человек, что потребовало проведения оргштатных мероприятий по преобразованию бригады в дивизию.

#### Участие бригады в боевых действиях
В сентябре—октябре 1993 года части бригады обеспечивали эвакуацию беженцев из района Сухуми и Поти (свыше 15 000 человек), а также с боем вывели из окружения атакованную роту российских миротворческих сил из Очамчиры. Батальон бригады на БДК «Николай Фильченков» перебрасывался в Абхазию и в период обострения грузино-абхазского конфликта в марте-апреле 1996 года в связи с угрозой для миротворческих сил.

В период с 11 сентября 1999 года по осень 2000 года разведывательно-десантная рота бригады привлекалась для выполнения боевых задач в ходе Второй чеченской войны. При проведении боевых действий погибло 8 военнослужащих бригады.
В 2014 году подразделения 810-й бригады принимали участие в аннексии Крыма Россией. Морпехи оборудовали боевые позиции на въездах в Крым возле Чонгара и Армянска — позади постов, выставленных «Беркутом». 23 февраля 2014 года с базы 810 ОБрМП бежал в Россию Виктор Янукович. В конце 2014 года бригада участвовала в боевых действиях в Приазовье на мариупольском направлении.
С осени 2015 года подразделения 810-й бригады участвуют в военной операции России в Сирии.
Достоверных фактов (подтверждённых российской стороной) по участию военнослужащих 810-й бригады в боевых действиях не имеется. Один военнослужащий бригады, Александр Позынич погиб 24 ноября 2015 при проведении поисково-спасательной операции катапультировавшихся двух российских пилотов бомбардировщика Су-24, подбитого турецкими ВВС в провинции Латакия. Ещё один офицер бригады майор Сергей Бордов погиб в апреле 2017 во время атаки повстанцев на сирийский гарнизон в провинции Хама.
2 августа 2019 заместитель министра обороны, начальник Главного военно-политического управления ВС РФ генерал-полковник Андрей Картаполов вручил 810-й бригаде морской пехоты Черноморского флота Полковую чашу. Этот знак воинской доблести, которым награждаются лучшие воинские части России.

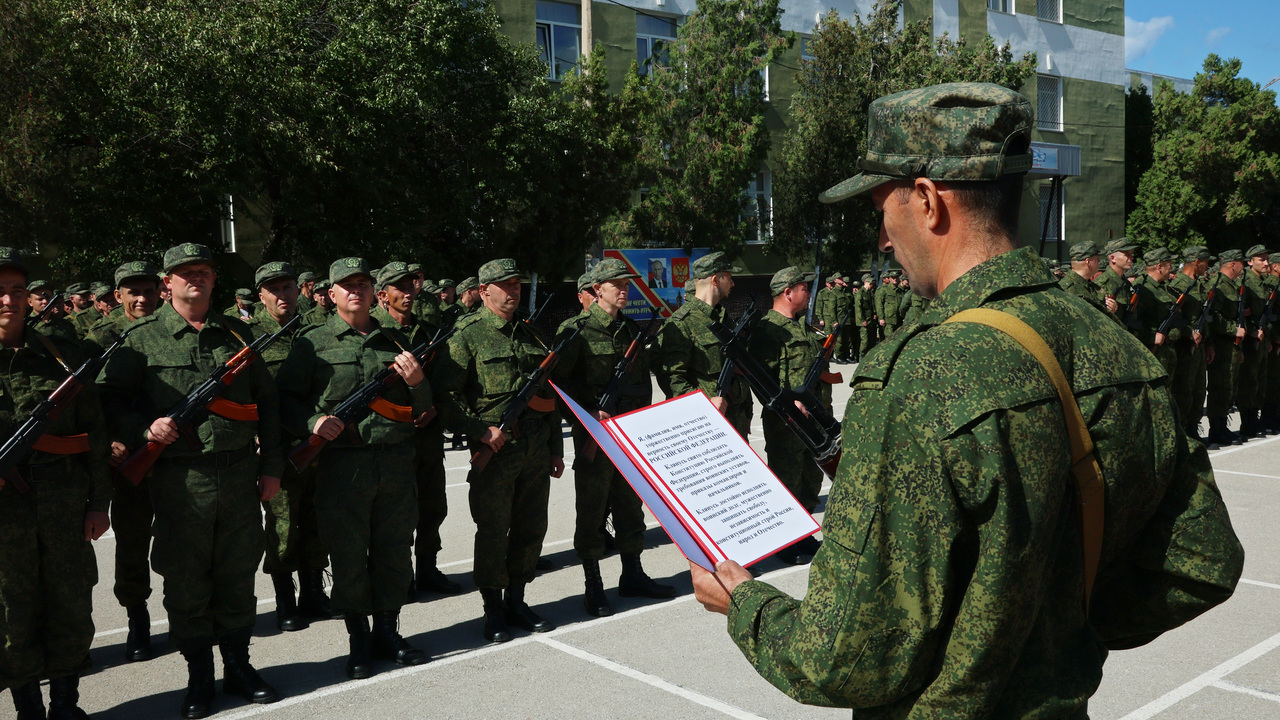
Принятие присяги военнослужащими 810-й бригады, 2022

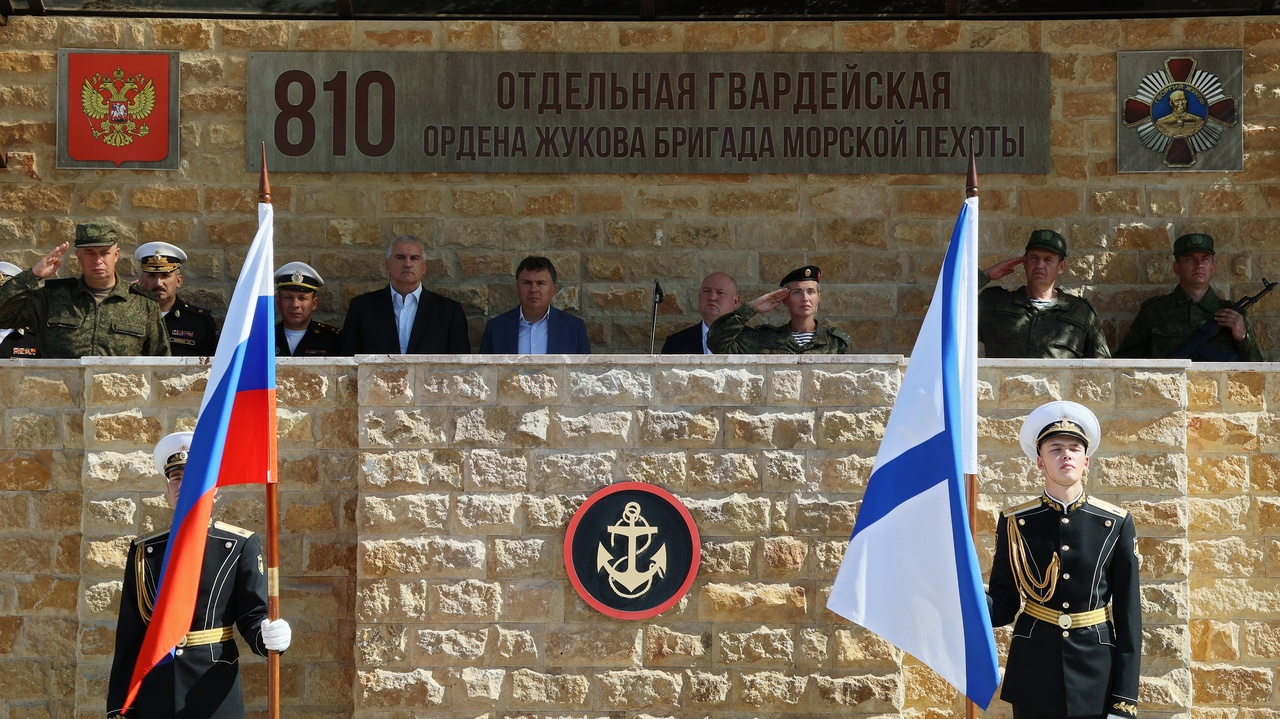
810-я бригада, 2022

Бригада принимала участие в нападении России на Украину. Первоначально, в первые дни вторжения, планировались использовать подразделения 810-й бригады для десантной высадки между Николаевом и Одессой, однако после разведывательной высадки, подразделения понесли большие потери, также были уничтожены некоторые суда
Позднее, 810-я бригада морской пехоты действовала в районе Волновахи. Заместитель командира бригады полковник Алексей Бернгард получил звание Герой Российской Федерации.
В марте 2022 бригада участвовала в боях за Мариуполь, в которых погиб командир бригады полковник Алексей Шаров., и. о. командира стал Бернгард.
Несколько морпехов бригады погибли 24 марта 2022 года на борту БДК "Цезарь Куников" во время ракетной атаки ВСУ по порту Бердянска.
27 марта 2022 года ВСУ заявили о смерти командира отделения 810-й бригады сержанта Владимира Криволапа.
В апреле 2022 года Украина сообщила о гибели 158 и ранении около 500 солдат бригады. Российская пресса сообщила о гибели командира бригады полковника Алексея Шарова. В конце июля 2022 года Украина заявила, что 200 солдат бригады отказались возвращаться воевать в Украину. По оценке ISW, бригада была приведена в небоеспособное состояние.
По открытым данным, бригада понесла наибольшие потери: на начало сентября 2022 года известно о гибели по меньшей мере 56 человек. По состоянию на сентябрь 2023 года, по открытым данным, известно о гибели 169 человек бригады. После отступления РФ из Харьковской области Украина заявила о потере бригадой почти 85 % состава на Херсонском направлении.
ISW предполагает, что бригада была восстановлена в тылу, после чего в октябре 2022 года заняла позиции в Херсонской области. По сообщениям, элементы бригады находились на позициях на Запорожском направлении с марта 2023, и на западе Запорожского направления с июня 2023.
Осенью 2023 года, по сообщениям Украины, был нанесен удар по скоплению военных в селе Кумачово Донецкой области, 25 служащих бригады были убиты.
В 2024 году принимает участие в боях в Курской области. В августе в ходе боев погибло, согласно исследователям по открытым данным, как минимум семь военнослужащих бригады. 7 ноября бригада неудачно попыталась прорвать украинскую оборону в районе Погребков. Согласно информации российских телеграм-каналов, 30 военнослужащих бригады погибли, 20 были ранены. По данным журналистского расследования, бригада понесла самые большие потери из всех участвующих в боях в Курской области. На начало декабря, из более чем 350 пропавших в Курской области российских военных 71 - из 810-й бригады.

## Состав
Действительные и условные наименования воинских частей входивших в состав бригады на 1989 год:
- управление бригады — в/ч 13140;
- 880-й отдельный батальон морской пехоты — в/ч 99732;
- 882-й отдельный батальон морской пехоты — в/ч 99731;
- 881-й отдельный десантно-штурмовой батальон — в/ч 70132;
- 885-й отдельный батальон морской пехоты (кадра) — н/д;
- 888-й отдельный разведывательный батальон — в/ч 63963;
- 113-й отдельный танковый батальон — в/ч 63965;
- 1613-й отдельный самоходный артиллерийский дивизион — в/ч 70124;
- 1616-й отдельный реактивный артиллерийский дивизион — в/ч 70129;
- 1619-й отдельный зенитный ракетно-артиллерийский дивизион — в/ч 81276;
- 1622-й отдельный противотанковый артиллерийский дивизион — в/ч 63855.

На вооружении бригады находилась следующая военная техника:
- БТР-80 — 169 ед.;
- БТР-60 — 96 ед.;
- Т-55АМ — 40 ед.;
- САУ 2С1 — 18 ед.;
- САУ 2С9 — 24 ед.;
- РСЗО «Град-1» — 18 ед.

На современном историческом этапе соединение имеет в своём составе следующие воинские части и подразделения при управлении бригады:
- управление бригады — в/ч 13140, г. Севастополь, ул. Казачья Бухта:
  - разведывательно-десантный батальон,
  - инженерно-десантная рота,
  - огнемётная рота,
  - стрелковая рота снайперов,
  - батарея противотанковых управляемых ракет,
  - рота связи,
  - рота технического обеспечения,
  - рота десантно-высадочных средств;
- 542-й отдельный десантно-штурмовой батальон морской пехоты;
- 557-й отдельный батальон морской пехоты;
- 382-й отдельный батальон морской пехоты (Темрюк);
- 546-й отдельный гаубичный самоходный артиллерийский дивизион;
- 547-й отдельный зенитно-ракетный артиллерийский дивизион;
- 538-й отдельный батальон материального обеспечения.

## Награды

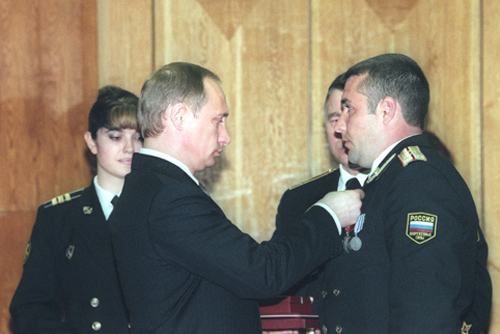
Владимир Путин вручает Звезду Героя России командиру разведывательной роты 810-го отдельного полка морской пехоты капитану Владимиру Карпушенко. 18 апреля 2000 года.

### Награды и почётные наименования бригады
- В декабре 1982 года 810-й бригаде было присвоено наименование «имени 60-летия образования СССР».
- В июне 2016 года, за вклад соединения в сирийскую кампанию, Министр обороны Российской Федерации вручил 810-й бригаде орден Жукова[42].
- Указом Президента Российской Федерации от 29.1.2018 № 36 810-й бригаде присвоено почётное наименования «гвардейская».
- 2 августа 2019 года заместитель министра обороны — начальник Главного военно-политического управления ВС РФ генерал-полковник Андрей Картаполов вручил бригаде знак воинской доблести Полковую чашу[43][44].
- Орден Ушакова (2023)[45]

### Награждение военнослужащих бригады

#### В ходеВторой чеченской войны
За мужество и героизм, проявленные при выполнении боевых задач были награждены:
- Капитан Карпушенко В. В. удостоен звания Герой России
- Орден Мужества — 24 военнослужащих;
- Медаль ордена «За заслуги перед Отечеством» 2-й степени — 10;
- Медаль «За отвагу» — 50;
- Медаль Суворова — 55;
- Медаль «За воинскую доблесть» — 48;
- Медаль Жукова — 29 человек.

#### В ходенападения России на Украину
- Гвардии полковник Бернгард А. Б. удостоен звания Герой России[46];
- Гвардии старший лейтенант Головин Владислав Николаевич (позывной «Струна») удостоен звания Герой России;
- Гвардии матрос Дорохин Владислав Александрович удостоен звания Герой России посмертно.
- Гвардии старший лейтенант  Жарский Иван Сергеевич удостоен звания Герой России.
- Гвардии майор  Чепа Владимир Александрович удостоен звания Герой России посмертно.
- Гвардии старший матрос  Шипицин Олег Александрович удостоен звания Герой России.
- Гвардии генерал-майор  Власов, Олег Александрович удостоен звания Герой России.
- Гвардии подполковник  Марцев Михаил Николаевич удостоен звания Герой России.
- Гвардии подполковник  Пащенко Иван Геннадиевич удостоен звания Герой России.
- Гвардии подполковник  Куценко Дмитрий Михайлович удостоен звания Герой России.

Концерт в Кумачово
19 ноября 2023 года во время церемонии награждения бойцов бригады, проходившей в доме культуры с. Кумачово (Старобешевский р-н, ДНР), ВСУ нанесли по зданию удар ракетами HIMARS. В результате удара, по сообщениям российских и украинских СМИ, погибла российская актриса Полина Меньших, выступавшая на сцене. Согласно сообщению украинских представителей, также были убиты 20 российских солдат. Российский военный эксперт заявил о 23 убитых и до 80 раненых военных РФ.

## Командиры бригады
Полный список командиров соединения на всех исторических этапах (390-й обмп → 810-й опмп → 810-я обрмп).
- Сысолятин, Иван Иванович (1966—1971);
- Зайцев, Лев Михайлович (1971—1974);
- Яковлев, Валентин Алексеевич (1974—1978);
- Рублёв, Владимир Викторович (1978—1984);
- Ковтуненко, Анатолий Николаевич (1984—1987);
- Домненко, Анатолий Фёдорович (1987—1989);
- Кочешков, Анатолий Николаевич (1989—1993);
- Смоляк, Александр Евгеньевич (1993—1998);
- Росляков, Олег Юрьевич (1998—2003);
- Краев, Дмитрий Владимирович (2003—2006);
- Живаев, Эдуард Александрович (июль 2006 — январь 2010);
- Белявский Владимир Анатольевич (2010—2014);
- Цоков, Олег Юрьевич (2014—2015);
- Усков, Дмитрий Иванович (2015—2019);
- Кенс, Сергей Николаевич (2019—2021);
- Суханов, Ян Александрович (2021);
- Шаров, Алексей Николаевич (2021—2022)[52][53].
- Бернгард, Алексей Борисович (2022-2022);
- гвардии полковник (генерал-майор с 2024) Олег Власов (2023–н.в.)